# استفن کری
واردل استِفِن کری دوم (انگلیسی: Wardell Stephen Curry II؛ ‏ تلفظ صحیح نام کوچک: ‎/ˈstɛfən/‎ STEF-ən؛ ‏ زادهٔ ۱۴ مارس ۱۹۸۸)، بازیکن حرفه‌ای بسکتبال اهل آمریکا است که برای تیم گلدن استیت واریرز در ان‌بی‌ای بازی می‌کند. از او به‌عنوان بهترین شوت‌زن و یکی از بهترین بازیکنان در تمام دوران یاد می‌شود که با شوت‌های سه‌امتیازی‌اش و الهام بخشیدن به تیم‌ها و بازیکنان برای زدن بیشتر این شوت‌ها، انقلابی در این ورزش ایجاد کرد. چهاربار قهرمانی ان‌بی‌ای، دوبار جایزه باارزش‌ترین بازیکن ان‌بی‌ای، یک‌بار جایزه باارزش‌ترین بازیکن فینال‌های ان‌بی‌ای، یک‌بار جایزه باارزش‌ترین بازیکن بازی آل-استار ان‌بی‌ای، نه‌بار حضور در بازی‌های آل-استار ان‌بی‌ای و نه‌بار حضور در تیم آل-ان‌بی‌ای از جمله جوایز و افتخارات او محسوب می‌شود.